# Bell H-13 Sioux
Cet article concerne les versions militaires des modèles Bell 47. Pour les versions civiles, voir Bell 47.
Dimensions
Le Bell H-13 Sioux est un hélicoptère léger monomoteur américain construit par Bell Helicopter et fabriqué par Westland Aircraft sous licence pour l'armée britannique sous les noms de Sioux AH.1 et HT.2.

## Développement
En 1947, les forces aériennes de l'armée américaine (plus tard l'armée de l'air américaine) ont commandé le Bell Model 47A amélioré. La plupart d'entre eux étaient désignés YR-13 et trois versions hivernales étaient désignées YR-13A. L'armée américaine a commandé pour la première fois des Bell 47 en 1948 sous la désignation H-13. Ces appareils recevront plus tard le nom de Sioux.
Au départ, la marine américaine a acheté plusieurs Bell 47, désignés HTL-1, entre 1947 et 1958. Les garde-côtes américains ont évalué ce modèle et ont acheté deux HTL-1 pour un soutien multi-missions dans le port de New York. La version la plus courante de l'U.S. Navy était désignée HTL-4 et ne comportait pas de revêtement en tissu sur la poutre de queue. Les garde-côtes américains ont acheté trois HTL-5 en 1952 (semblables aux HTL-4 mais équipés d'un moteur Franklin O-335-5) et les ont utilisés jusqu'en 1960. Les gardes-côtes ont acheté deux modèles 47G de Bell et les ont désignés HUL-1G en 1959.
Le H-13 était l'un des principaux hélicoptères utilisés par l'armée américaine pendant la guerre de Corée, la variante H-13D étant la plus répandue. Pendant la guerre, il a été utilisé dans une grande variété de rôles, y compris l'observation, la reconnaissance et l'évacuation sanitaire. Il a également été utilisé comme hélicoptère d'observation au début de la guerre du Viêt Nam, avant d'être remplacé par le Hughes OH-6 Cayuse en 1966. 941 sont dans l'inventaire de l'US Army en 1973.
Le Bell 47 a été commandé par l'armée britannique sous le nom de Sioux pour répondre à la spécification H.240, avec une production sous licence par Westland Helicopters. Afin de respecter les termes de son contrat de licence avec Sikorsky Aircraft, qui l'empêchait de construire un appareil d'un concurrent américain, Westland a obtenu une licence pour le modèle 47 auprès d'Agusta, qui avait acheté une licence à Bell. Les 50 premiers hélicoptères du contrat ont été construits par Agusta à Gallarate en Italie, suivis de 150 construits par Westland à Yeovil. Le premier Westland Sioux a effectué son premier vol le 9 mars 1965.

## Design
Le Sioux est un hélicoptère d'observation et de formation de base à trois places. En 1953, le modèle Bell 47G a été introduit. Il est reconnaissable à sa verrière "bulle de savon" (comme l'appelait son concepteur Arthur M. Young), à sa poutre de queue à tubes soudés, à ses réservoirs de carburant en selle et à son train d'atterrissage à patins. Dans sa version UH-13J, basée sur le Bell 47J, la poutre de queue et le fuselage sont recouverts de métal et le cockpit et la cabine sont fermés.
Le H-13 et ses variantes militaires étaient souvent équipés de sacoches d'évacuation médicale, une par patin, avec un écran en verre acrylique pour protéger le patient du vent.
La variante 47G était équipée d'un seul moteur à piston Lycoming VO-435 de 280 ch. Le carburant provenait de deux réservoirs externes montés en hauteur. Le Sioux était équipé d'un seul rotor bipale avec des pales mineures courtes stabilisant l'inertie.

## Variantes

### Militaire

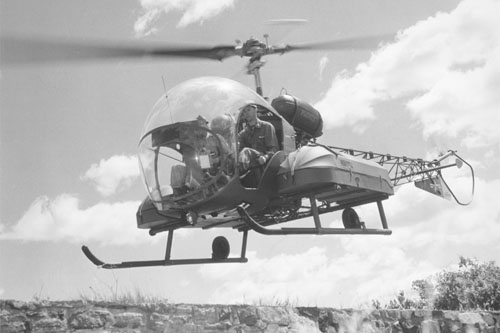
Un H-13 avec des sacoches d'évacuation sanitaire

YR-13
28 hélicoptères Bell 47A achetés par l'armée de l'air américaine pour évaluation. L'YR-13 était équipé d'un moteur à piston Franklin O-335-1 de 175 hp (130,4974775269 kW). 10 de ces appareils ont été transférés à l'U.S. Navy pour évaluation en tant que HTL-1, et deux HTL-1 ont été transférés plus tard à l'US Coast Guard.
YR-13A
3 avions YR-13 hivernés pour des essais par temps froid en Alaska. Redésigné YH-13A en 1948.
HTL-2
Equivalent pour la marine américaine du modèle 47D commercial. 12 exemplaires construits.
HTL-3
Equivalent pour l'US Navy du modèle 47E commercial, propulsé par un moteur Franklin 6V4-200-C32 de 200 cv (149 kW). Neuf exemplaires construits.
H-13B
65 avions commandés en 1948 par l'armée américaine. Toutes les versions de l'armée ont été baptisées Sioux par la suite.
YH-13C
Un H-13B utilisé comme banc d'essai technique. Équipé d'un train d'atterrissage à patins et d'une poutre de queue ouverte.
H-13C
16 H-13B convertis en 1952 pour transporter des civières externes, avec un train d'atterrissage à patins et la poutre de queue ouverte du YH-13C.
H-13D
Version biplace de l'armée basée sur le modèle commercial 47D-1, avec train d'atterrissage à patins, porte-brancards et moteur Franklin O-335-5. Fabriqué à 87 exemplaires.
OH-13E
Configuration du H-13D avec un avion à trois places à double commande. 490 exemplaires.
XH-13F/Bell 201
Bell 47G modifié équipé d'un turbomoteur Continental XT51-T-3 (Turbomeca Artouste). Le premier hélicoptère Bell équipé d'un moteur à turbine.
OH-13G
Hélicoptère triplace basé sur le modèle commercial 47-G. Introduction d'une petite gouverne de profondeur sur la poutre de queue. 265 exemplaires livrés à l'armée américaine.
OH-13H/UH-13H
Basé sur le modèle 47G-2. Équipé d'un moteur Lycoming VO-435 de 250 ch (186 kW). L'armée américaine en a acquis au moins 453. Les UH-13H ont été utilisés par l'armée de l'air américaine.
UH-13J
Deux Bell 47J-1 Ranger acquis par l'armée de l'air américaine pour le transport VIP du président américain. Désignés à l'origine comme H-13J.
OH-13K
Deux H-13H convertis avec un rotor de plus grand diamètre et un moteur Franklin 6VS-335 de 225 ch (168 kW) pour des essais d'évaluation.
TH-13L
Désigné à l'origine comme le Navy HTL-4.
HTL-5
Utilise un moteur Franklin O-335-5.
TH-13M
Incorpore un petit gouvernail de profondeur mobile. Désigné à l'origine comme le Navy HTL-6.
HH-13Q
A l'origine, le HUL-1G était utilisé par les gardes-côtes américains pour la recherche et le sauvetage.
UH-13R
Propulsé par un turbomoteur Allison YT63-A-3. Désignation originale de l'US Navy : HUL-1M.
OH-13S
Hélicoptère d'observation à trois places basé sur le 47G-3B pour remplacer l'OH-13H. 265 reçus par l'armée américaine.
TH-13T
Hélicoptère biplace d'entraînement aux instruments pour l'armée américaine, basé sur le 47G-3B-1 et équipé d'un Lycoming TVO-435-D1B de 270 ch (201 kW). 411 exemplaires achetés.
Sioux AH.1
Hélicoptère polyvalent pour l'armée britannique, 50 construits par Agusta (Agusta-Bell 47G-3B1) et 250 construits par Westland (Westland-Agusta-Bell 47G-3B1). Un petit nombre est également utilisé par le 3 Commando Brigade Air Squadron des Royal Marines.
Sioux HT.2
Hélicoptère d'entraînement pour la Royal Air Force, 15 construits par Westland.
Texas Helicopter M74 Wasp
Conversion monoplace d'hélicoptères OH-13E par Texas Helicopter Corporation pour un usage agricole, avec des moteurs Lycoming TVO-435-A1E de 200 hp (149,13997431645 kW). Certifié en 1976.
Texas Helicopter M74A
Conversion monoplace d'hélicoptères OH-13H par Texas Helicopter Corporation pour un usage agricole, avec un moteur Lycoming TVO-435 de 240 hp (178,96796917974 kW) pendant 2 minutes. Certifié en 1977.
Texas Helicopter M79S Wasp II
Conversion de Texas Helicopter Corporation pour un usage agricole, avec des sièges en tandem et des réservoirs de carburant sur l'aile tronquée. Propulsé par un moteur Lycoming TVO-435 de 270 hp (201,33896532721 kW) pendant 5 minutes.
Texas Helicopter M79T Jet Wasp II
Conversion par Texas Helicopter Corporation d'hélicoptères Bell 47G à usage agricole, équipés de moteurs Soloy-Allison 250-C20S de 420 hp (313,19394606455 kW).

## Opérateurs
Allemagne de l'Ouest
- Garde frontière fédérale[14]
- Armée Allemande[15],[16]
- Luftwaffe[15]

 Argentine
- Armée argentine[17]
- Marine argentine[18]
- Préfecture navale argentine[18],[19]

 Australie
- Armée australienne[18]

 Autriche
- Force aérienne autrichienne[18],[20]

 Brésil
- Force aérienne brésilienne[21]

 Canada
- Marine royale canadienne[22]
  - Escadron VX-10

 Chili
- Marine chilienne[23]

 Colombie
- Force aérienne colombienne[23]

 Cuba
- Forces armées cubaines[23]

 Équateur
- Force aérienne équatorienne[15]

 Espagne
- Armée de l'air et de l'espace[24]
- Forces armées espagnoles[24]
- Marine espagnole[24]

 États-Unis
- United States Air Force[25]
- Armée de terre des États-Unis[26]
- US Navy[27]
- Garde-côtes des États-Unis[28]

 France
- Armée de l'air et de l'espace[15]
- Gendarmerie nationale[29]

 Grèce
- Force aérienne grecque[30],[31]

 Honduras
- Force aérienne hondurienne[32]

 Islande
- Garde-côtes d'Islande[30]

 Indonésie
- Armée de l'air indonésienne[30]

 Inde
- Force aérienne indienne[30]

 Italie
- Aeronautica Militare[30],[33]
- Forces armées italiennes[30]
- Marina Militare[30]

 Jamaïque
- Force de défense jamaïcaine[34]

 Japon
- Force terrestre d'autodéfense japonaise[34]
- Force maritime d'autodéfense japonaise[34]

 Malaisie
- Armée de l'air royale de Malaisie[35]

 Malte
- Escadre aérienne de Malte[36]

 Mexique
- Force aérienne mexicaine[34]
- Marine mexicaine[34]

 Nouvelle-Zélande

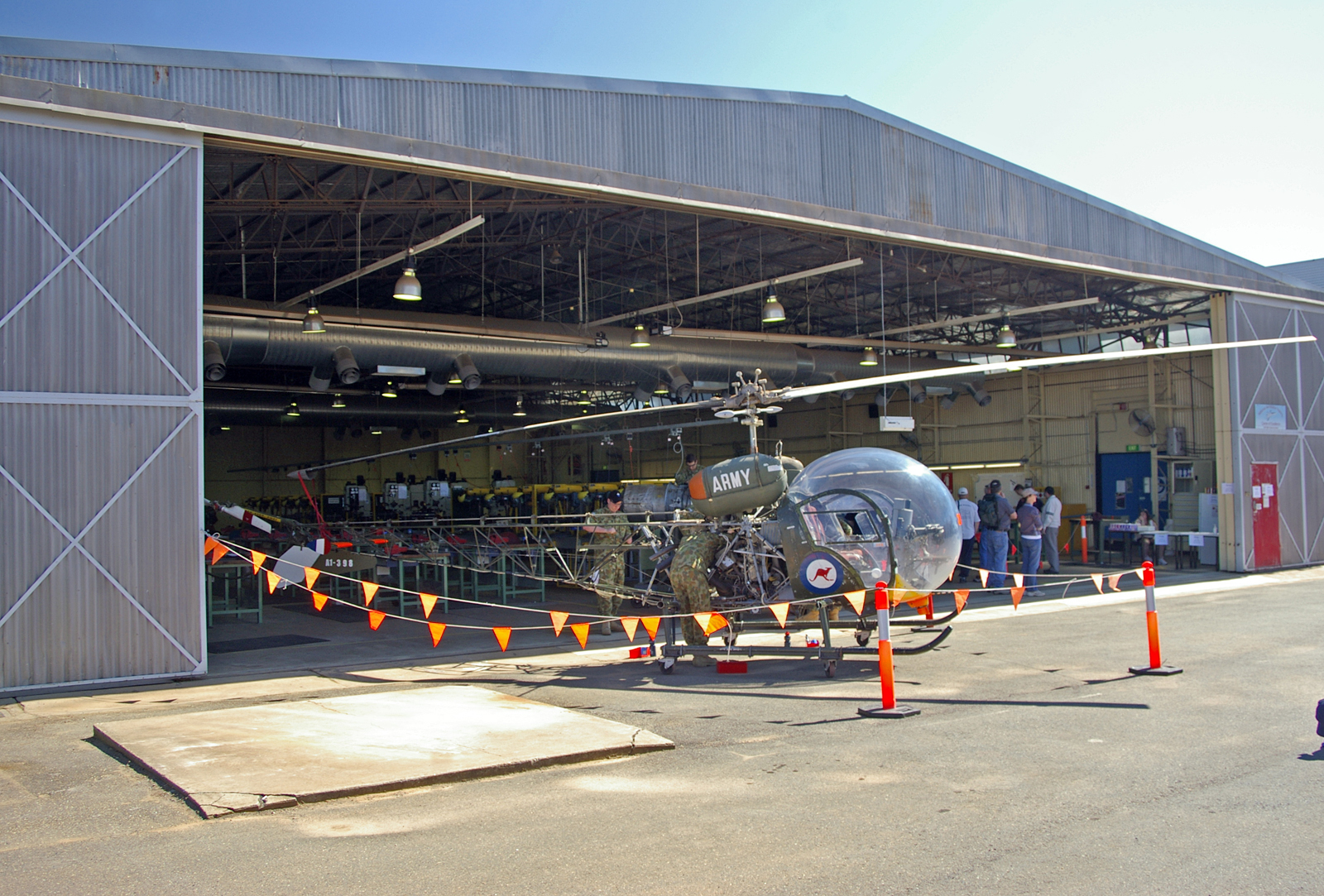
A1 Bell 47G Sioux (A1-398) de l'armée australienne utilisé pour l'entraînement à la base de la RAAF de Wagga.

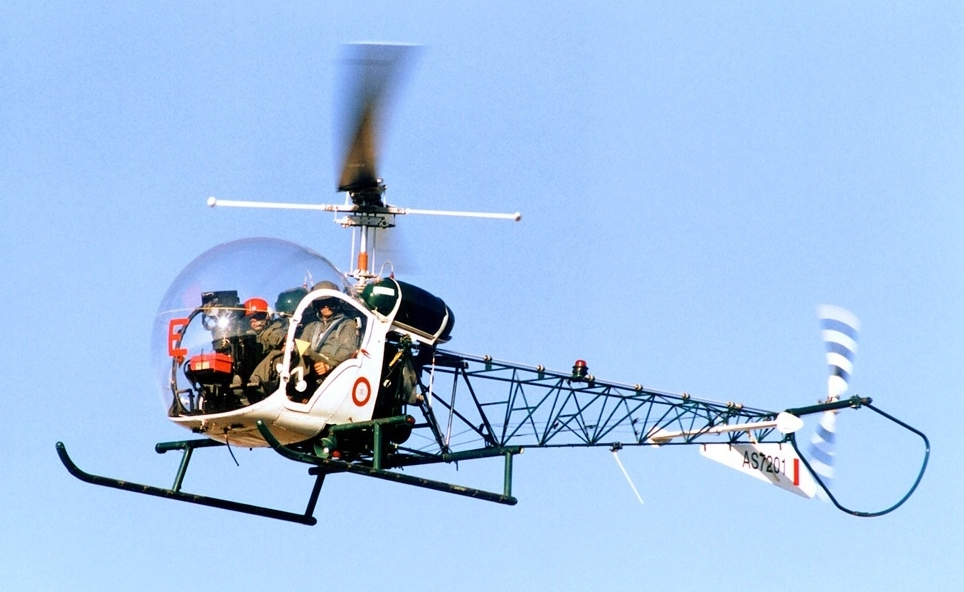
Un H-13 de l'escadre aérienne maltaise.

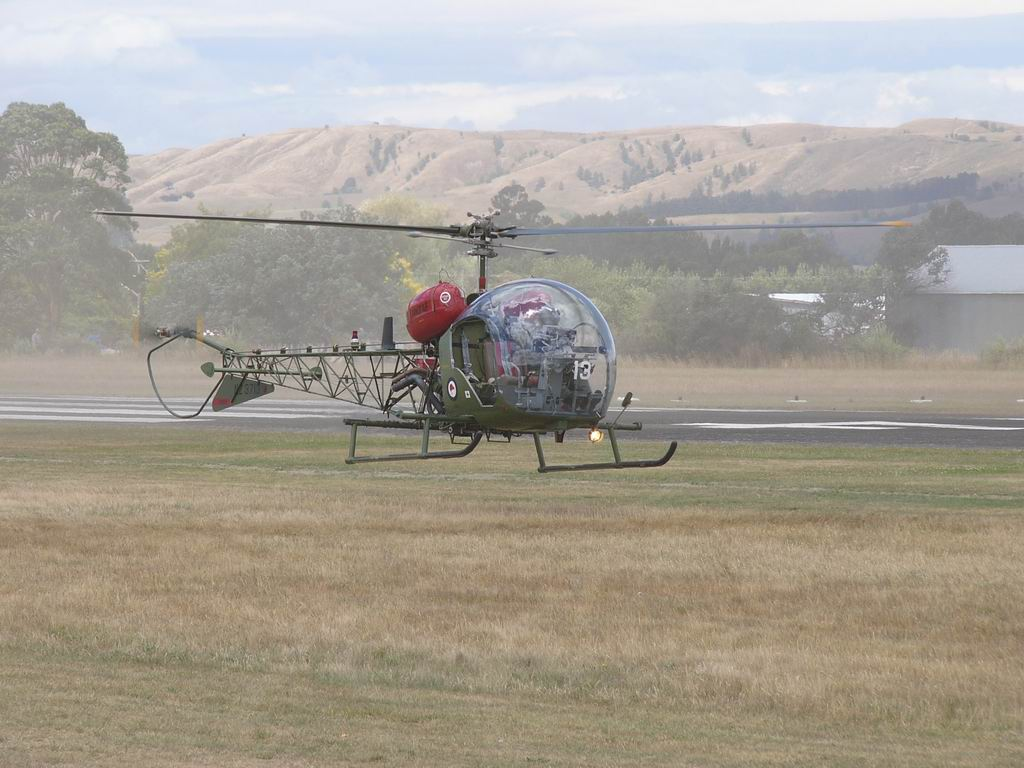
Un Sioux de la RNZAF en 2009

- Force aérienne royale néo-zélandaise[37]

 Norvège
- Force aérienne royale norvégienne[38]

 Paraguay
- Forces armées du Paraguay[38]

 Pakistan
- Corps aérien de l'armée pakistanaise[30]

 Pérou
- Force aérienne du Pérou
- Marine péruvienne[38],[39]

 Philippines

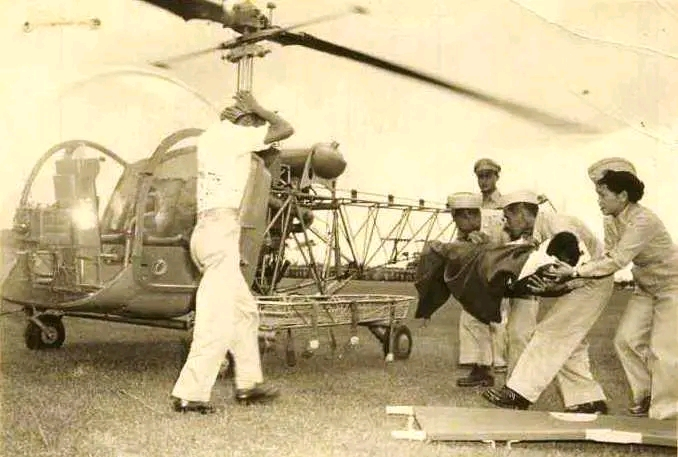
Un H-13 philippin en 1956 lors d'un transport d'un blessé

- Force aérienne philippine[38] : premier hélicoptère de l'aviation philippine, trois sont entrés en service en 1955 et ont été utilisés pour l'entraînement, l'évacuation des blessés légers, la recherche et le sauvetage. Son service n'a pas été un succès car aucune unité supplémentaire n'a été acquise et il a été remplacé par le Sikorsky H-19, plus fiable .

 Royaume-Uni
- Army Air Corps (British Army)[5],[40]

 Sénégal
- Armée de l'air sénégalaise[38]

 Sri Lanka
- Armée de l'air srilankaise
  - Escadron n° 5[41]

 République du Viêt Nam

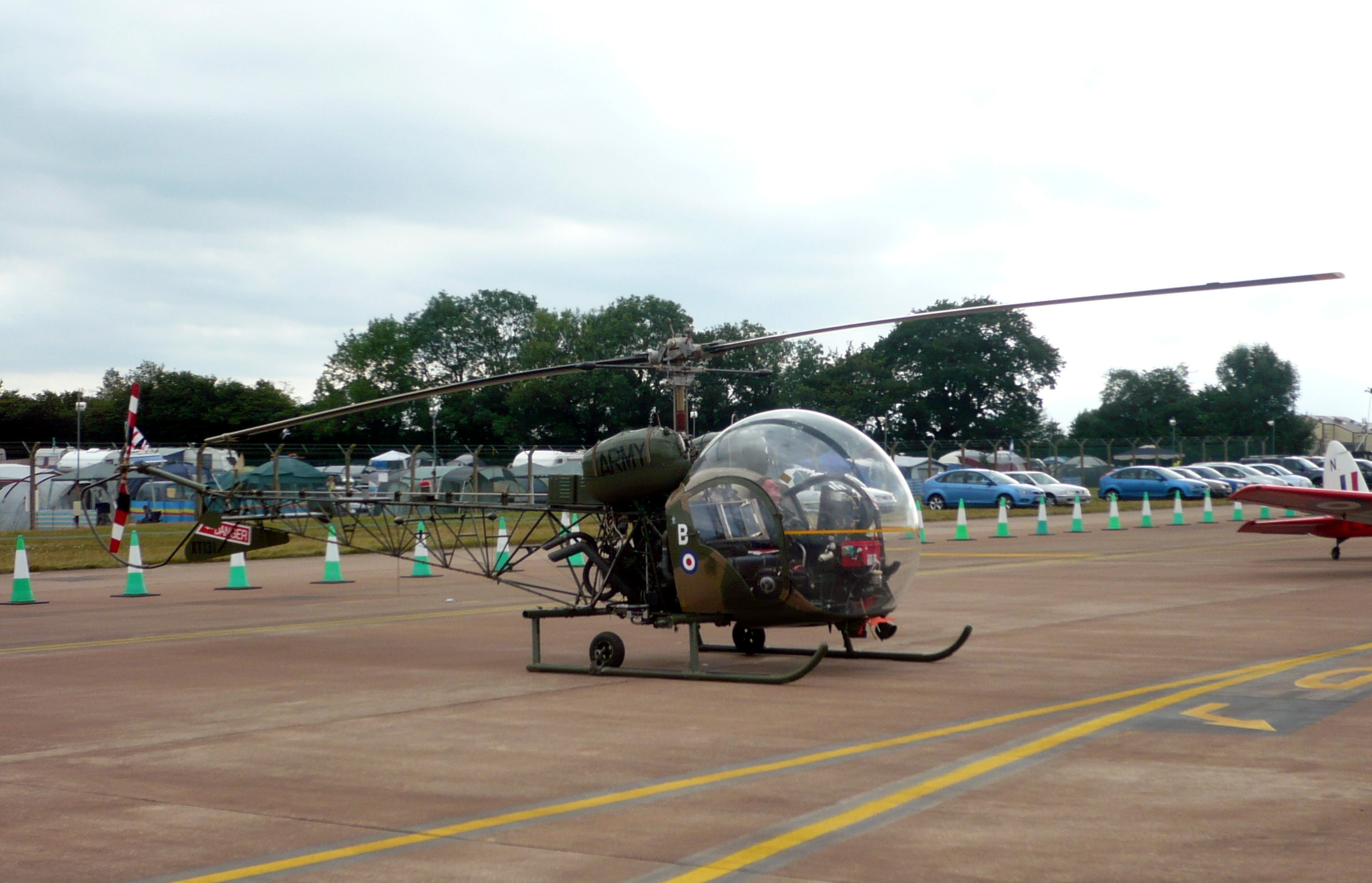
Agusta Sioux AH.1 de l'armée britannique restauré par la Historic Army Aircraft Flight

- Force aérienne vietnamienne, qui a exploité plusieurs hélicoptères depuis avril 1956
  - 1er escadron d'hélicoptères
  - 2e escadron d'hélicoptère

 Taïwan
- Armée de la république de Chine[42]

 Thaïlande
- Force aérienne royale thaïlandaise[43],[44]

 Turquie
- Armée de l'air turque[24]

 Uruguay
- Force aérienne uruguayenne[45]
- Aviation navale uruguayenne[45]

 Venezuela
- Aviation nationale du Venezuela[45]

 Yémen du Sud
- Force aérienne yéménite[46]

 Zambie
- Force aérienne zambienne[47]

## Hélicoptères survivants

### Canada
- RCN 1387 - HTL-6 en exposition au Musée de l'aviation et de l'espace du Canada à Ottawa (Ontario)[48].

### Allemagne
- 58-5348 - OH-13H en exposition au Musée de l'hélicoptère de Bückeburg, à Bückeburg (Basse-Saxe)[49].
- XT548 - Sioux AH.1 en exposition au Flugausstellung Peter Junior, à Hermeskeil (Rhénanie-Palatinat)[50],[51].

### Pakistan
- OH-13 en exposition au Musée de l'armée pakistanaise, à Rawalpindi (Pendjab).

### Afrique du Sud
- XT562 - Bell 47 en exposition à l'antenne de Port Elizabeth du South African Air Force Museum à Port Elizabeth (Cap-Oriental)[52].

Corée du Sud

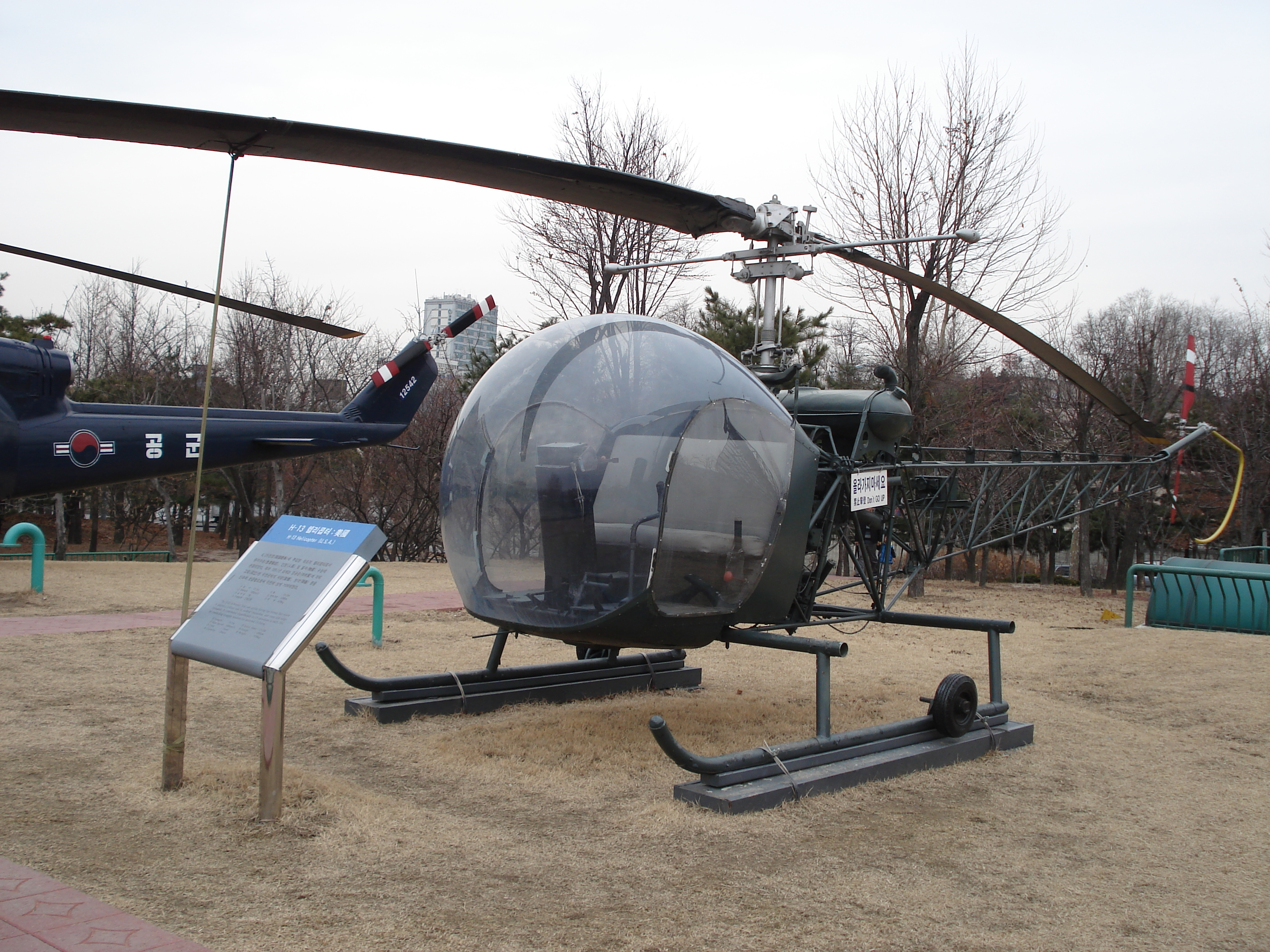
Un H-13 exposé au Mémorial de la guerre de Corée à Séoul.

- H-13 en exposition au Mémorial de guerre de Corée à Séoul.

### Espagne
- OH-13H en exposition au Laboratoire Aéronautique de l'École d'Ingénierie industrielle et Aéronautique de l'Université polytechnique de Catalogne à Terrassa (Barcelone).

### Taiwan
- 1101 - OH-13H en exposition au Hall d'exposition sur l'enseignement de l'aviation (航空教育展示館), une filiale de l'Académie de l'armée de l'air de la République de Chine[42].
- 2110 - OH-13H en exposition statique au Parc des sports de Longtan (龍潭運動公園) à Taoyuan[53],[54].

### Thaïlande
- 56-2182/H7-9/15 - OH-13H en exposition au Royal Thai Air Force Museum (en) à Bangkok[55],[56].

### Royaume-Uni
En état de vol
- XT131 (G-CICN) - Sioux AH.1 en état de vol avec l'Armée Historique de Vol (en) basé à l'Aérodrome de Middle Wallop[57].

Exposés
- XT148 - Sioux AH.1 en restauration au Musées de la terre, de la mer et de l'air du Nord-Est, à Sunderland (Tyne and Wear)[58].
- XT190 - Sioux AH.1 en exposition au musée de l'hélicoptère à Weston-super-Mare (Somerset)[59],[60].
- XT200 - Sioux AH.1 en exposition au musée de l'air de Newark à Newark-on-Trent (Nottinghamshire)[61].

### États-Unis
En état de vol
- OH-13H

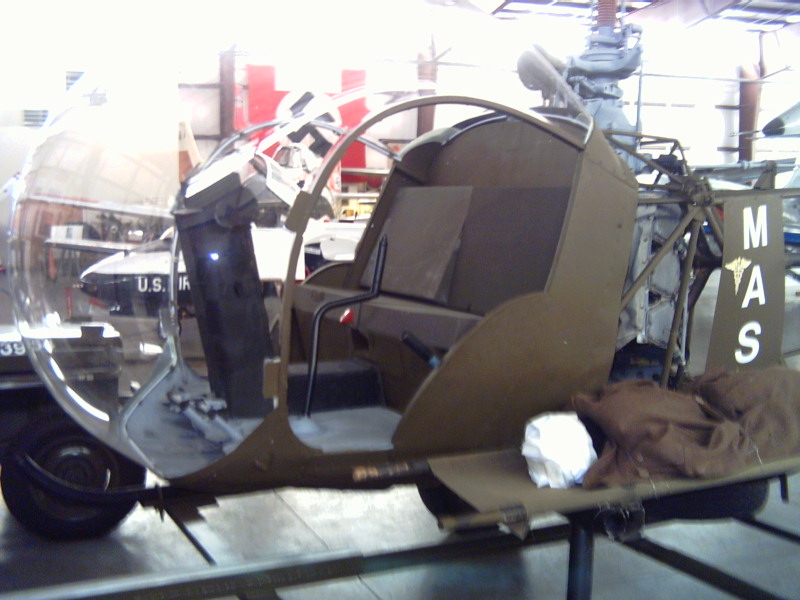
Un H-13 en peinture M*A*S*H au musée de Pueblo.

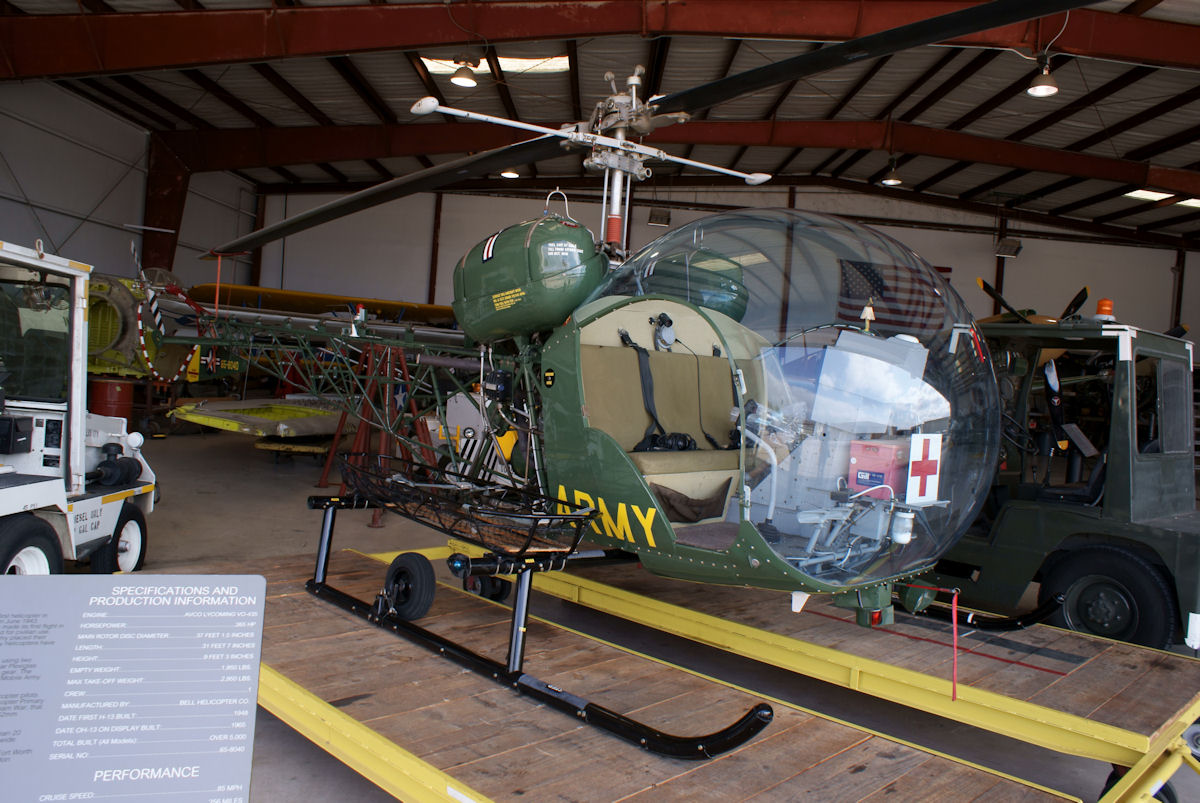
OH-13 au musée de l'aviation de Cavanaugh.

  - 58-1528 - exploité par Ocean Air Inc. d'Eugene (Oregon)[62],[63].
- TH-13T
  - 65-8040 - basé au musée de l'aviation de Cavanaugh à Addison (Texas)[64],[65].

En exposition
- H-13B
  - 48-0796 - Musée militaire de Caroline du Sud à Columbia (Caroline du Sud). Il s'agit de la première cellule du H-13B, numéro de série 101, qui est sortie de la chaîne de production à la mi-juillet 1948[66],[67].
- H-13D
  - 48-0845 - United States Army Aviation Museum à Enterprise (Alabama)[68],[69].
- OH-13D
  - 51-2456 - musée du département médical de l'armée américaine situé sur la base de Fort Sam Houston à San Antonio (Texas)[70].
- OH-13E
  - 51-13934 - Evergreen Aviation & Space Museum à McMinnville (Oregon)[71],[72].
  - 51-14010 - Musée des transports de l'armée américaine à la base conjointe Langley-Eustis près de Newport News (Virginie)[73].
  - 51-14062 ou 51-14077 - Aviation Hall of Fame and Museum of New Jersey à Teterboro (New Jersey)[74].
  - 51-14175 - Yanks Air Museum à Chino (Californie)[75],[76].
  - 51-14193 - Musée de l'aviation de l'armée américaine à Enterprise, Alabama[68],[77].
  - 51-14218 - Musée de l'aviation de l'armée américaine à Enterprise, Alabama[68],[78].
- OH-13G
  - 52-7833 - Musée de l'aviation Wings of Freedom à Horsham (Pennsylvanie)[79],[80].
- H-13H
  - 58-1520 - Musée de l'air et de l'espace du Dakota du Sud à Box Elder (Dakota du Sud)[81].
- OH-13H
  - 59-4949 - utilisé comme cellule d'instruction au Portland Community College à Portland (Oregon).
- UH-13H
  - 56-2217 - Castle Air Museum à Atwater (Californie)[82],[83].
- OH-13S
  - 63-9085 - Texas Air & Space Museum à Amarillo (Texas). Il porte une peinture "M*A*S*H" et est prêté par le Amarillo College[84].
  - 64-15338 - Musée de l'aviation Flying Leatherneck à San Diego (Californie)[85].
  - 64-15393 - Intrepid Sea, Air & Space Museum à New York (New York)[86].
- TH-13T
  - 67-15963 - Pueblo Weisbrod Aircraft Museum à Pueblo (Colorado). Il est peint en "M*A*S*H"[87],[88].
  - 67-17053 - Musée aérospatial de Hill à Ogden (Utah)[89].
- HTL-2
  - 122952 - Pima Air & Space Museum à Tucson (Arizona)[90].
- HTL-4
  - 128911 - Musée national de l'aviation navale à Pensacola (Floride)[91].
- HTL-6
  - 142377 - Musée national de l'aviation navale à Pensacola (Floride)[91].
  - 142394 - Musée de l'aviation Flying Leatherneck à San Diego (Californie)[85].
- HTL-7
  - 145842 - Pima Air & Space Museum à Tucson (Arizona)[92].

Inconnu
- Fantasy of Flight à Polk City (Floride) possède un XH-13F en état de vol[93],[94],[95].
- Le U.S. Veterans Memorial Museum de Huntsville (Alabama), expose un H-13D[96].

## Caractéristiques techniques (Sioux AH.1)

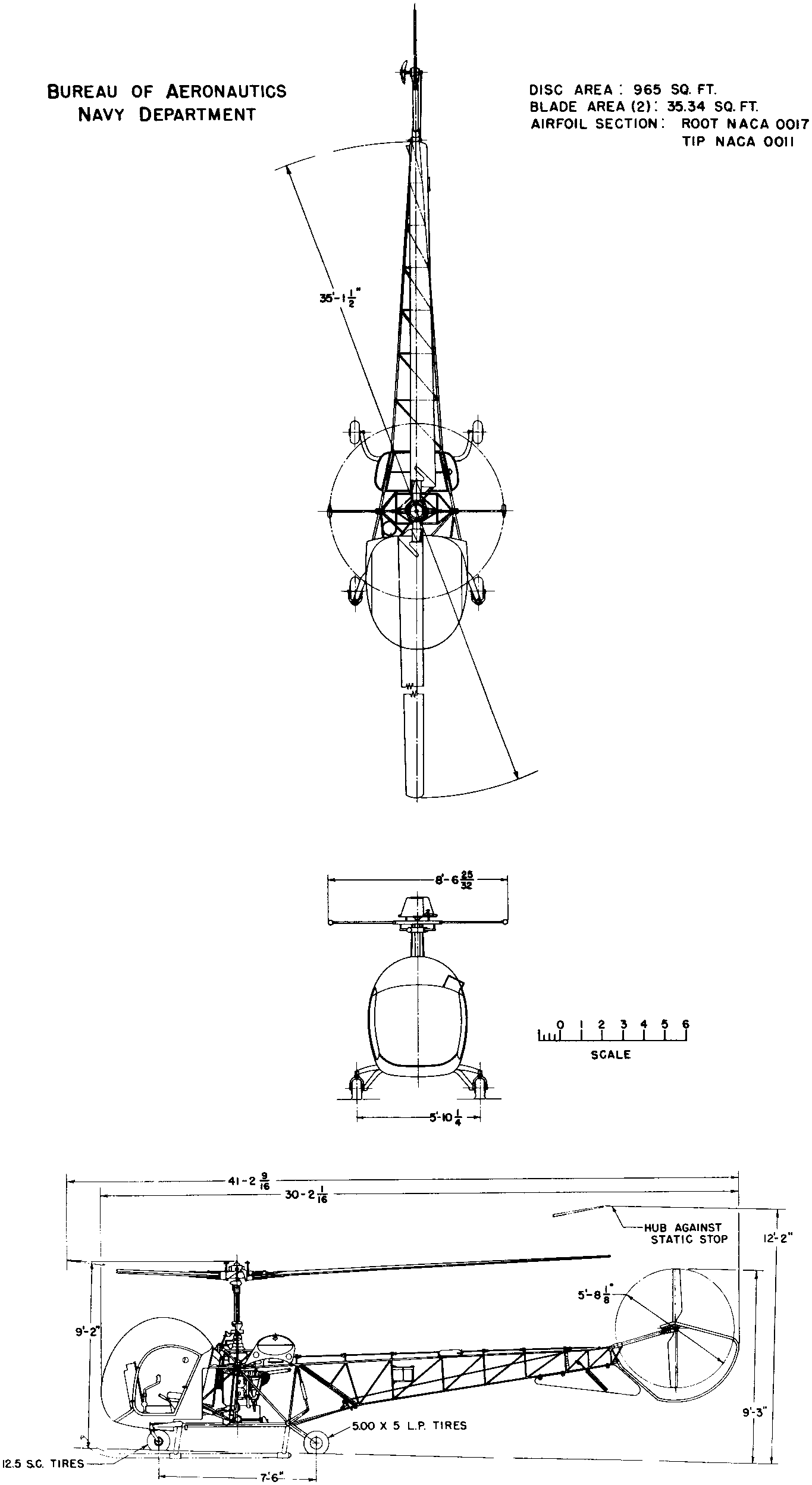

Données du musée de l'air de Newark, Britains Small Wars.

### Caractéristiques globales
- Équipage : 1
- Capacité : 3
- Longueur : 31 ft 7 in (9.63 m)
- Hauteur : 2,95 m (9 ft 8 in)
- Poids brut : 1 339 kg (2 952 lb)
- Groupe motopropulseur : 1 × Lycoming TVO-435-A1A six cylindres à pistons opposés horizontalement, 260 ch (190 kW)
- Diamètre du rotor principal : 37 ft 0 in (11,28 m)

### Performances
- Vitesse maximale : 105 mph (169 km/h, 91 kn)
- Vitesse de croisière : 84 mph (135 km/h, 73 kn)
- Rayon d'action : 273 mi (439 km, 237 nmi)
- Plafond de service : 16 100 ft (4 900 m)

### Armement
Deux mitrailleuses de 7,62 mm (.30 in)

## Culture Populaire
Le H-13 est apparu et a joué un rôle clé dans de nombreuses productions cinématographiques et télévisuelles. Il a été associé à la fois à la série télévisée M*A*S*H (1972-1983) et au film du même nom (1970), où le H-13 figurait en bonne place dans le générique d'ouverture, et a joué un rôle central dans le final de la série, qui détient toujours le record de l'épisode unique le plus regardé aux États-Unis,. La série a contribué à populariser le H-13 en tant qu'hélicoptère que la plupart des gens associent aujourd'hui à la guerre de Corée. Le H-13 a également joué un rôle clé dans la série télévisée Whirlybirds (en) (1957-1959),.

### Développements connexes
- Agusta A.115
- Continental Copters El Tomcat
- H-13J Sioux
- Kawasaki KH-4
- Meridionali/Agusta EMA 124

### Avions de rôle, de configuration et d'époque comparables
- Hiller OH-23 Raven
- Hughes TH-55 Osage
- Sikorsky S-300